# Azzedine Doukha
Azzedine Doukha (Chettia, 5 agosto 1986) è un ex calciatore algerino, di ruolo portiere.

## Palmarès

### Nazionale
- Coppa d'Africa: 1

Egitto 2019